# Simmons Tower
Simmons Tower – najwyższy budynek stanu Arkansas, położony w Little Rock. Wybudowany w latach 1984 – 1986, mierzy 166 metrów i posiada 40 pięter.